# Mecysmauchenius fernandez
Mecysmauchenius fernandez is een spinnensoort uit de familie Mecysmaucheniidae. De soort komt voor in Juan Fernández-archipel.